# Doktor Judym
Doktor Judym – polski film obyczajowy z 1975 roku na podstawie powieści Ludzie bezdomni Stefana Żeromskiego.

## Treść
Film jest opowieścią o życiu Tomasza Judyma, lekarza z powołania, który oprócz leczenia chorych pragnie usunąć też społeczne przyczyny chorób – nędzę i niesprawiedliwość społeczną, która tę nędzę wywołuje. Jego radykalizm i bezkompromisowość zraża do niego jednak środowisko ludzi bogatych. Judym w swoich poglądach i działaniach pozostaje samotny, tracąc także szansę na miłość w życiu prywatnym.

## Obsada aktorska
- Jan Englert – Tomasz Judym
- Anna Nehrebecka – Joanna Podborska, nauczycielka wnuczka hrabiny Niewadzkiej, miłość Judyma
- Jerzy Kamas – inżynier Korzecki
- Henryk Bąk – Węglichowski, dyrektor sanatorium w Cisach
- Halina Chrobak – prezesowa, pacjentka sanatorium w Cisach
- Władysław Hańcza – Kalinowicz, dyrektor kopalni „Sykstus” w Sosnowcu
- Gustaw Lutkiewicz – Krzywosąd, administrator sanatorium w Cisach
- Hanna Skarżanka – hrabina Niewadzka
- Piotr Fronczewski – Wiktor Judym, brat Tomasza
- Małgorzata Niemen – Natalia Orszeńska, wnuczka hrabiny Niewadzkiej
- Jadwiga Kuryluk – ciotka Judymów
- Jerzy Moes – lekarz, gość spotkania u Czeniszów
- Włodzimierz Nowak – Karbowski, przyszły mąż Natalii Orszeńskiej
- Maciej Góraj – przemytnik
- Joanna Sienkiewicz – Helena

## Zdjęcia
- Nałęczów, Świętochłowice